# 平田幸男
平田 幸男（ひらたゆきお、1935年 - ）は日本の解剖学者。琉球大学名誉教授。専攻は比較神経形態学、神経発生学。

## 経歴
新潟県生まれ、新潟大学医学部卒業、同解剖学教室入局。1973年から東京都神経科学総合研究所勤務、1989年～1999年琉球大学医学部解剖学第一教室教授。その後慶應義塾大学医学部解剖学教室非常勤講師。
医学部在学中に楢林博太郎の定位脳手術によってパーキンソン病の症状が劇的に寛解するフィルムを、インターン中には本人の手術を見て神経科学を志す。ヒト発生期の連続切片標本を作成、また上野動物園と協力し各種脊椎動物脳の組織標本を作成した。この中にはジャイアントパンダのランランや、ホアンホアンが生んですぐに死亡した仔の脳組織標本も含まれている。これらの標本は現在、東京大学総合研究博物館医学資料部門に寄贈、公開されている。

## 著書
- ヒトの脳：神経解剖学・組織学アトラス　文光堂　2006年　ISBN 4830600292